# یاهو توگدر
یاهو توگِدِر(Yahoo Together) | (پیشتر: یاهو اسکویرل) یک نرم‌افزار برخط پیام‌رسان فوری بر بستر تلفن‌های هوشمند هست. چندی پس از توقف فعالیت یاهو منسجر در ۱۷ ژوئیه ۲۰۱۸ ، یاهو برای نخستین بار از پیام‌رسان جدید خود موسوم به Yahoo Squirrel رونمایی کرد. بعدها نام این پیام‌رسان به Yahoo Together تغییر یافت.

## سکوها
درحال حاضر یاهو توگدر تنها بر روی دو پلتفرم اندروید و آی‌اواس قابل استفاده است.